# Милард (Мисури)
Милард (енгл. Millard) град је у америчкој савезној држави Мисури.

## Демографија
По попису из 2010. године број становника је 89, што је 14 (18,7%) становника више него 2000. године.
| Група             | 2000.       | 2010.      |
| Белци             | 75 (100,0%) | 86 (96,6%) |
| Афроамериканци    | 0 (0,0%)    | 0 (0,0%)   |
| Азијати           | 0 (0,0%)    | 0 (0,0%)   |
| Хиспаноамериканци | 0 (0,0%)    | 1 (1,1%)   |
| Укупно            | 75          | 89         |